# Škarin samograd
Škarin samograd je špilja, prapovijesni lokalitet kraj sela Mirlović Zagora, sjeveroistočno od Šibenika. Jedna od rijetkih špilja koja se nalazi na rubu plodnoga polja. Istraživanjima (1959. – 1961.) otkrivene su naslage debljine oko 7 m. Kulturni ostatci svjedoče o nastanjenosti špilje od neolitika (impresso, danilska, hvarska kultura) do rimskoga doba. Osobito je bogat sloj ranobrončanodobne cetinske kulture.